# R・C・ビュフォード
ロバート・カンタベリー・ビュフォード（Robert Canterbury "R. C." Buford, 1960年 - ）は、アメリカ合衆国のプロバスケットボール指導者および経営者。北米男子プロバスケットボールNBAサンアントニオ・スパーズの運営会社のCEOを務める。

## 経歴

### 選手
1988年にスパーズに雇用される前まで、オクラホマ州立大学、テキサスA&M大学、フレンズ大学でバスケットボールをプレーした。

### GM
ビュフォードは1988年、ラリー・ブラウンヘッドコート傘下のサンアントニオ・スパーズに、アシスタントコーチとして、グレッグ・ポポヴィッチとともに雇用された。4シーズンをアシスタントコーチとして務め、1989–90シーズン、1990–91シーズンとミッドウエストディビジョン優勝に貢献した。1992年ブラウンの第1アシスタントコーチとしてロサンゼルス・クリッパーズに移籍し1シーズンを務めた。1993–94シーズンは、フロリダ大学のスタッフを務め、1994年、GMとなっていたグレッグ・ポポヴィッチに招かれ、ヘッドスカウトとしてスパーズに戻った。その後1999年にアシスタントGMおよび球団副社長に昇進し、その年、優勝を経験した。2002年サンアントニオ・スパーズのGMに就任し、GMとしては、2003年、2005年、2007年、2014年と4度の優勝を勝ち取っている。2014年、2016年とNBA最優秀役員賞（NBAエグゼクティブ・オブ・ザ・イヤー）を受賞した。ビュフォードの最も成功した実績は、マヌ・ジノビリ、トニー・パーカー、カワイ・レナードの獲得であると言われている。

### CEO
2019年7月23日、CEO就任が発表された。

## 関連する指導者・経営者
ビュフォードが2002年にGMをポポヴィッチから引き継いで以来、スパーズは多くの指導者、経営者を生み出している。
- マイク・ブラウン

スパーズアシスタントコーチ2000–2003, クリーブランド・キャバリアーズヘッドコーチ 2005-10 (2009 NBA最優秀コーチ賞), 2013–2014, ロサンゼルス・レイカーズヘッドコーチ 2011–12. ゴールデンステート・ウォリアーズトップアシスタントコーチ  2016-
- P・J・カーリシモ

スパーズアシスタントコーチ 2002–2007, ポートランド・トレイルブレイザーズヘッドコーチ 1994-1997, ゴールデンステート・ウォリアーズヘッドコーチ 1997-99, シアトル・スーパーソニックス  (現 : オクラホマシティ・サンダー)　ヘッドコーチ2007-08, ブルックリン・ネッツアシスタントコーチ 2012-13.
- マイク・ビューデンホルツァー

スパーズアシスタントコーチ1996–2013,アトランタ・ホークスヘッドコーチ 2013-2018, ミルウォーキー・バックスヘッドコーチ 2018- (2015,2019 NBA最優秀コーチ賞)
- エイブリー・ジョンソン

スパーズ選手 1991, 1994–2001, ダラス・マーベリックスヘッドコーチ2004-08, (2006 NBA最優秀コーチ賞), ブルックリン・ネッツヘッドコーチ2010-12
- ヴィニー・デル・ネグロ

スパーズ選手 1992-1998, シカゴ・ブルズヘッドコーチ 2008-10, ロサンゼルス・クリッパーズヘッドコーチ 2010-13.
- モンティ・ウィリアムズ

スパーズ選手1996-1998, ポートランド・トレイルブレイザーズアシスタントコーチ 2005-10.ニューオリンズ・ホーネッツ/ペリカンズ2010-2015, オクラホマシティ・サンダーアシスタントコーチ 2015-2016  スパーズ副社長  2016-2019 フェニックス・サンズヘッドコーチ 2019-
- ジャック・ヴォーン

スパーズ選手2006–2009, スパーズアシスタントコーチ 2010-12, オーランド・マジックヘッドコーチ 2012-2015  ブルックリン・ネッツアシスタントコーチ  2016-
- ブレット・ブラウン

スパーズアシスタントコーチ 2007-2013, フィラデルフィア・セブンティシクサーズヘッドコーチ 2013-2020
- サム・プレスティ

オクラホマシティ・サンダーGM2007–
- ダニー・フェリー

スパーズ選手 2000-2003, スパーズ経営陣 2003-05,クリーブランド・キャバリアーズGM2005-10, スパーズ副社長, 2010–12, アトランタ・ホークスGM 2012–2015,  ニューオーリンズ・ペリカンズ チームアドバイザー 2016-
- デル・デンプス

スパーズ選手1995–1996,ニューオーリンズ・ペリカンズGM 2010–2018, ユタ・ジャズアシスタントコーチ 2020-
- ケビン・プリチャード

スパーズスカウト2001–2003, インディアナ・ペイサーズGM 2011–
- ランス・ブランクス

スパーズスカウト2000–2002, フェニックス・サンズGM 2010–13.
- ニック・ヴァン・エクセル

スパーズ選手 2005-2006, アトランタ・ホークスアシスタントコーチ 2010-2012, ミルウォーキー・バックスアシスタントコーチ, 2013-2014 テキサス・レジェンズ (ダラス・マーベリックス傘下) アシスタントコーチ→ヘッドコーチ 2014-2016 メンフィス・グリズリーズアシスタントコーチ 2016-
- ショーン・マークス

スパーズアシスタントコーチ 2013-2014, スパーズアシスタントGM  2014-2016 ,  ブルックリン・ネッツGM   2016-
- ベッキー・ハモン

スパーズアシスタントコーチ 2014-
- マイク・ウィルクス

スパーズ選手 2004-2005 オクラホマシティ・サンダーアシスタントコーチ 2019-
- ティアゴ・スプリッター

スパーズ選手 2010-2015 ブルックリン・ネッツアシスタントコーチ 2019-
- クリス・クイン

スパーズ選手  2010-2011 ,  マイアミ・ヒートアシスタントコーチ  2013-
- ブレイク・アハーン

スパーズ選手    2008   ,   オースティン・スパーズ  (Gリーグ) ヘッドコーチ  2017-2020 メンフィス・グリズリーズアシスタントコーチ 2020-
- ランドリー・フィールズ

スパーズスカウト  2016-2019 , オースティン・スパーズ アシスタントGM  2019-2020 , アトランタ・ホークスアシスタントGM 2020-
- ダリュス・ソンガイラ

スパーズアシスタントコーチ  2020-

## その他
- 2021年のNBAファイナルは、マイク・ビューデンホルツァー率いるミルウォーキー・バックスと、モンティ・ウィリアムズ率いるフェニックス・サンズとの対決となり、奇しくもビュフォードが登用した人物であり、かつグレッグ・ポポヴィッチ門下生同士の対決となった。結果はバックスが4勝2敗で制し、ビューデンホルツァーが50年振りのタイトルをもたらした。